# Schlittenhart
Schlittenhart ist ein Gemeindeteil der Stadt Treuchtlingen im Landkreis Weißenburg-Gunzenhausen (Mittelfranken, Bayern). Schlittenhart liegt in der Gemarkung Auernheim. Zum Gemeindeteil Schlittenhart zählen auch die Wohnplätze Maierhof und Melchershof.

## Lage
Das Dorf liegt zehn Kilometer westlich von Treuchtlingen am westlichen Rand des Hahnenkamms. Durch Schlittenhart führt die Staatsstraße 2216 von Treuchtlingen nach Hechlingen, in die im Ort die von Süden kommende Kreisstraße WUG 33 einmündet.

## Geschichte
Die erste Erwähnung erfolgte 1306, als Graf Ulrich von Truhendingen dem Ritter Konrad von Rechenberg den „Slitenhart“ genannten Ort verkauft. Der Name bedeutet „Siedlung zum (lichten Weide-)Wald, aus dem auf Schlitten Holz abgeführt wird“. Seit 1486 gehört der Weiler zum Kloster Heidenheim und mit diesem später den Markgrafen von Brandenburg-Ansbach. 1824 wohnten dort 98 Personen in acht Anwesen.
Bis zur Gebietsreform in Bayern war Schlittenhart ein Gemeindeteil der ehemaligen Gemeinde Auernheim. Diese wurde am 1. Juli 1972 nach Treuchtlingen eingemeindet.